# Mirall, mirall (Star Trek)
"Mirall, mirall" (títol original en anglès "Mirror, mirror") és el quart episodi de la segona temporada de la sèrie de televisió de ciència-ficció estatunidenca Star Trek. Escrit per Jerome Bixby i dirigit per Marc Daniels, es va emetre per primera vegada el 6 d'octubre de 1967.
L'episodi implica un mal funcionament del transportador que intercanvia el capità Kirk i els seus companys amb els seus  homòleg malvat d'un univers paral·lel (més tard anomenat "Univers mirall").
"Mirall, mirall" és un dels episodis més celebrats de la sèrie original Star Trek, i l'Univers Mirror es va tornar a visitar en episodis de la sèries Star Trek posteriors.

## Argument
Després de no persuadir el Consell Halkan perquè permeti a la Federació extreure cristalls de diliti al seu planeta, el capità Kirk, juntament amb el director mèdic Dr. McCoy, l'enginyer en cap Scott i l'oficial de comunicacions Uhura, intenten tornar a l'USS Enterprise durant una tempesta d’ions, i es troben en una Enterprise dramàticament diferent, designada com a "ISS Enterprise". El primer oficial Spock ara té bigoti i masclet, les armes laterals són una emissió estàndard, i la nau pertany a un imperi conegut com l'Imperi Terrà en lloc de la Federació. Després d'inquirir sobre l'estat de la missió, Spock ordena a la tripulació del pont que prepari un bombardeig de faser contra els Halkans per la seva negativa a cooperar, i després utilitza un "agonitzador" per castigar el cap del transportista Kyle per un error.
Kirk ordena al grup de desembarcament que vagi a la infermeria perquè puguin avaluar la seva situació en privat. Dedueix que la tempesta d'ions ha d'haver obert una barrera entre universos paral·lels, fent que els grups d'aterratge de cada univers canviïn de lloc. Decideixen suplantar-se als seus homòlegs fins que puguin trobar el camí a casa. Uhura està segura que la Flota Estel·lar ha ordenat la destrucció dels Halkans tret que es compleixin les demandes de diliti de l'Imperi. Kirk ordena un retard de dotze hores, que Spock informa a la Flota Estel·lar. Kirk es dirigeix cap a la seva habitació i és gairebé assassinat per Chekov i els seus secuaços, un dels quals traeix Chekov i salva la vida de Kirk.
Els guardaespatlles de Kirk arriben i porten a Chekov a la "Cabina de l'Agonia" per ser castigat. Quan Scott i McCoy s'uneixen a ell a les seves habitacions, l'ordinador confirma la hipòtesi de Kirk i proporciona un procediment per reproduir l'accident de transport i tornar-los al seu univers natal. Kirk també s'assabenta que en aquest univers, el seu homòleg va prendre el comandament de l'ISS Enterprise assassinant el capità Christopher Pike, i des de llavors ha comès nombroses atrocitats. Mentrestant, a bord de l'USS Enterprise, Spock posa els seus homòlegs de l'univers mirall en confinament, però encara no ha determinat com enviar-los a casa.
A l' Enterprise de l'ISS, Scott i McCoy comencen a treballar en secret als motors i al transportador. Spock adverteix a Kirk que, malgrat la seva relació, no pot suportar el comportament aberrant d'en Kirk. Kirk desafia l'advertiment, allibera Chekov de la cabina de l'Agonia i torna als seus quarters. Allà troba una oficial, la Marlena, la "dona del capità"; ella assumeix que el seu comportament inusual és part d'una trama, ja que la seva relació s'ha refredat amb el temps. Spock interromp per informar a Kirk que se li ha ordenat matar-lo i prendre el comandament tret que Kirk dugui a terme la seva missió en quatre hores. La Marlena suggereix utilitzar el camp de Tàntal, una arma oculta a les habitacions de Kirk. Ella centra el dispositiu en el Sr. Spock, lamentant la seva imminent desaparició, però Kirk li impedeix activar-lo. Li assegura que encara és la dona del capità quan se'n va.
Als seus propis quarters, Spock, que ja sospita del grup d'aterratge, pregunta a l'ordinador sobre la "investigació classificada" que s'està duent a terme a Enginyeria, i decideix enfrontar-se de nou a Kirk. Al pont, l'Uhura distreu a Sulu, el cap de seguretat així com l'oficial superior del timó d'aquest univers, del seu tauler de seguretat quan senyala la connexió de l'energia de curvatura de Scott amb el transportador. Spock intercepta Kirk a la sala del transport i el porta a punta de faser a Sickbay, on l'esperaven Scott, McCoy i Uhura. Es produeix una baralla, en la qual  Kirk elimina Spock. McCoy insisteix a tractar a Spock, i abans que puguin marxar, Sulu arriba amb tres guàrdies de seguretat. Sulu els diu que té la intenció d'assassinar en Kirk i fer semblar que Kirk i Spock s'havien matat mútuament, però la Marlena intervé des de l'habitació de Kirk, utilitzant el camp de Tàntal per vaporitzar els secuaços de Sulu. Kirk deixa inconscient a Sulu, i Uhura, Kirk i Scott es dirigeixen a la sala del transport, deixant que McCoy els segueixi després d'atendre a Spock. Spock es desperta de sobte i obliga a McCoy a entrar en una fusió mental vulcaniana per saber per què el capità li va salvar la vida.
Kirk, Scott i Uhura arriben a la sala del transport i troben a la Marlena esperant. Li demana a Kirk que la porti amb ells, però Kirk li explica que el transportista està preparat per a quatre persones. La Marlena apunta amb un faser a Kirk, però l'Uhura la desarma. Descobreixen que s'ha tallat l'alimentació del transportador i en Scott només pot restablir els controls per permetre l'operació manual, i requereix que un d'ells es quedi enrere. Spock arriba i anuncia que farà funcionar els controls. Kirk aprofita el temps que queda abans que el grup de desembarcament s'hagi de transportar per argumentar per l'enderrocament de l'Imperi, que Spock accepta que és inevitable d'aquí a 240 anys. Insta a Spock a prendre el comandament de l'Enterprise i trobar una manera de salvar els Halkans. Quan Spock li recorda la necessitat del poder, Kirk revela l'existència del Camp de Tàntal. Mentre els transporta fora, Spock promet considerar el que ha dit en Kirk.
Kirk, McCoy, Scott i Uhura es transporten i es troben de nou a l'univers de la Federació. Spock informa que va trobar refrescant l'actitud despietada dels seus homòlegs, anomenant-los sarcàsticament "la flor mateixa de la humanitat". Kirk es troba amb l'aparició de la tinent Marlena Moreau del seu propi univers, recentment traslladada a l' Enterprise, amb un informe per a la seva signatura. En resposta a la pregunta de Spock, Kirk només diu que Moreau "sembla una noia agradable i simpàtica" i que potser podrien convertir-se en "amics".

## Doblatge al català
L’episodi va ser doblada al català pels estudis Tecni-3 (primera part) i Diálogo (segona part) i emés a TV3 l’any 1989.
| Personatge                | Actor/actriu     | Veu en català                      |
| ------------------------- | ---------------- | ---------------------------------- |
| James T. Kirk             | William Shatner  | Jordi Boixaderas                   |
| Spock                     | Leonard Nimoy    | Isidre Sola i Llop                 |
| Leonard McCoy             | DeForest Kelley  | Eduard Lluís Muntada               |
| Montgomery Scott 'Scotty' | James Doohan     | Joan Carles Gustems Domènec Farell |
| Nyota Uhura               | Nichelle Nichols | Glòria Roig Azucena Díaz           |
| Hikaru Sulu               | George Takei     | Jaume Nadal Enric Cusí             |
| Pavel Chekov              | Walter Koenig    | Quim Roca Pep Madern               |
| Tharn                     | Vic Perrin       | Fèlix Benito                       |
| Marlena Moreau            | BarBara Luna     | Montse Miralles                    |
| Oficial Kyle              | John Winston     | Jordi Vilaseca                     |
| Tinent Leslie             | Eddie Paskey     | Enric Isasi-Isasmendi              |

## Univers mirall aStar Trek
El concepte Univers mirall es va revisar en cinc episodis de Star Trek: Deep Space Nine: "Crossover", "Through the Looking Glass", "Shattered Mirror", "Resurrection" i "The Emperor's New Cloak".
A la cronologia interna de Star Trek, la primera aparició de l'Univers Mirall és a la sèrie de preqüeles Star Trek: Enterprise. L'episodi de dues parts "In a Mirror, Darkly", que és una seqüela de l'episodi de la sèrie original "La xarxa tholiana", revela el destí de l'USS Defiant.
L'Univers Mirall va tenir un paper important a la primera temporada de Star Trek: Discovery i va ser visitat a " Despite Yourself", "The Wolf Inside", "Vaulting Ambition" i "What's Past Is Prologue".
L'episodi del 2014 "Fairest of Them All" de la sèrie de fans no canònica Star Trek Continues mostra els esdeveniments de l'univers mirall després de l’episodi de la sèrie original "Mirall, mirall".
Entre moltes paròdies del Mirror Universe hi ha un episodi de 1977 de la comèdia de ciència-ficció Quark, i "Spookyfish", un episodi de 1998 de South Park .

## Recepció
Per al 30è aniversari de la franquícia el 1996, TV Guide va classificar "Mirall, mirall" número 3 a la seva llista dels 10 millors episodis de totes les sèries de Star Trek. El 2016, Newsweek va classificar "Mirall, mirall" com un dels millors episodis de la sèrie original. El 2016, IGN va classificar "Mirall, mirall" com el tercer millor episodi de la sèrie original. IO9 va classificar " Mirall, mirall" com el desè millor episodi de tots els episodis de Star Trek fins al 2011.
El 2012, The A.V. Club va classificar aquest episodi com un dels deu episodis "que cal veure" de la sèrie original.
El 2012, Christian Science Monitor va classificar aquest com el cinquè millor episodi de l'original Star Trek.
El 2015, la Biblioteca Pública de Nova York va assenyalar que aquest episodi tenia la cinquena millor escena de Spock del programa.
En un article del 2016 que destacava el millor episodi de cada sèrie de Star Trek, Digital Trends va donar a "Mirall, mirall" una menció honorífica. El 2016, Business Insider va classificar "Mirall, mirall" com el sisè millor episodi de la sèrie original. El 2016, IGN es va classificar "Mirall, mirall" número 3 d'una llista dels deu primers episodis de sèries originals.
Empire va classificar "Mirall, mirall" en el 12è lloc dels 50 capítols principals de tots Star Trek el 2016. En aquell moment, hi havia aproximadament 726 episodis i una dotzena de pel·lícules estrenades.
El 2015, SyFy va classificar aquest episodi com un dels deu episodis essencials de Spock de la sèrie original de Star Trek.
El 2016 va ser el 50è aniversari de la primera emissió de Star Trek, que va provocar una gran quantitat de premsa, inclosa la revisió de TV Guide dels principals episodis de la sèrie original. They ranked "Mirall, mirall" the fourth best episode of the series.
El 2016, SyFy va assenyalar que la presentació d'Uhura en aquest episodi per l'actriu Nichelle Nichols tenia la seva quarta millor escena a Star Trek.
El 2017, SyFy va classificar aquest com el millor episodi de l'univers mirall de Star Trek.
El 2017, Comic Book Resources va classificar un personatge d'aquest episodi, Marlena Moreau de l'univers mirall, el vuitè personatge femení "més ferotge" de l'univers Star Trek.
El 2017, Volture va enumerar "Mirror, Mirror" com un dels millors episodis del programa original, destacant el viatge de l'episodi a l'univers mirall més fosc.
El 2018, Collider va classificar aquest episodi com el quart millor episodi de sèrie original.
El 2018, PopMatters va classificar aquest com el 13è millor episodi de la sèrie original.
Una guia de marató de sèries de Star Trek del 2018 de Den of Geek va recomanar aquest episodi com un dels millors de la sèrie original
El 2019, Comic Book Resources va classificar aquest episodi com un dels vuit episodis més memorables de l'original Star Trek.
El 2021, Screen Rant el va classificar com el millor episodi de la sèrie original de Star Trek per tornar a veure.
El 2024, Hollywood.com va classificar Mirrall, mirall al número 3 dels 79 episodis de la sèrie original.